# حسینیه روانان
حسینیه روانان مربوط به دوره قاجار است و در بوشهر، بافت قدیم شهر، محله کوتی واقع شده و این اثر در تاریخ ۷ اسفند ۱۳۸۶ با شمارهٔ ثبت ۲۱۳۳۹ به‌عنوان یکی از آثار ملی ایران به ثبت رسیده است.